# بوكو ديميتروف
بوكو ديميتروف (بالبلغارية: Борислав Димитров)‏ هو لاعب كرة قدم بلغاري في مركز الدفاع، ولد في 11 نوفمبر 1951 في بلغاريا، وتوفي بنفس المكان في 28 مارس 2013. لعب مع نادي لوكوموتيف صوفيا.

## وصلات خارجية
- بوكو ديميتروف على موقع الاتحاد الأوربي (الإنجليزية)
- بوكو ديميتروف على موقع قاعدة بيانات كرة القدم.إي يو (الإنجليزية)
- بوكو ديميتروف على موقع ناشيونال فوتبول تيمز (الإنجليزية)
- بوكو ديميتروف على موقع Soccerway.com (الإنجليزية)